# آلفرد رز
رُزاریو آلفرد فرناندز (پرتغالی: Rosario Alfred Fernandes؛ ‏ ۵ اوت ۱۹۳۲ – ۲۱ اکتبر ۲۰۰۳) با نام هنری آلفرد رُز خواننده اهل هند بود. وی یکی از مشهورترین و خوانندگان زبان کونکانی بود که بیش از ۵۰۰۰ ترانه به این زبان خوانده‌است.
از فیلم‌هایی که وی در آن‌ها نقش داشته است، می‌توان به بخت ما اشاره نمود.